# Americká Samoa na Letních olympijských hrách 2008
Americká Samoa se účastnila Letní olympiády 2008 ve třech sportovních odvětvích. Zastupovali ji čtyři sportovci.

## Atletika
| Disciplína | Sportovec        | Rozběhy | Rozběhy | Čtvrtfinále | Čtvrtfinále | Semifinále  | Semifinále  | Finále      | Finále      |
| Disciplína | Sportovec        | čas     | poz.    | čas         | poz.        | čas         | poz.        | čas         | poz.        |
| ---------- | ---------------- | ------- | ------- | ----------- | ----------- | ----------- | ----------- | ----------- | ----------- |
| 100 m      | Shanahan Sanitoa | 12.60   | 5       | Nepostoupil | Nepostoupil | Nepostoupil | Nepostoupil | Nepostoupil | Nepostoupil |

## Judo
| Sportovec      | Disciplína | Kolo 64 učas.                 | Kolo 32 učas.   | Kolo 16 učas.   | Čtvrtfinále     | Semifinále      | Finále          | Finále       |
| Sportovec      | Disciplína | Soupeř Výsledek               | Soupeř Výsledek | Soupeř Výsledek | Soupeř Výsledek | Soupeř Výsledek | Soupeř Výsledek | Poř.         |
| -------------- | ---------- | ----------------------------- | --------------- | --------------- | --------------- | --------------- | --------------- | ------------ |
| Silulu A`etonu | do 63 kg   | Anna von Harnierová 0000–1000 | Nepostoupila    | Nepostoupila    | Nepostoupila    | Nepostoupila    | Nepostoupila    | Nepostoupila |

## Plavání
| Disciplína                | Plavec            | Rozplavba | Rozplavba | Semifinále   | Semifinále   | Finále       | Finále       |
| Disciplína                | Plavec            | Čas       | Poř.      | Čas          | Poř.         | Čas          | Poř.         |
| ------------------------- | ----------------- | --------- | --------- | ------------ | ------------ | ------------ | ------------ |
| 50 m volným způsobem muži | Stewart Glenister | 25.45     | 71        | Nepostoupil  | Nepostoupil  | Nepostoupil  | Nepostoupil  |
| 50 m volným způsobem ženy | Virginia Farmer   | 28.82     | 62        | Nepostoupila | Nepostoupila | Nepostoupila | Nepostoupila |